# Thecaphora oxalidis
Thecaphora oxalidis är en svampart som först beskrevs av Ellis & Tracy, och fick sitt nu gällande namn av M. Lutz, R. Bauer & Piatek 2008. Thecaphora oxalidis ingår i släktet Thecaphora och familjen Glomosporiaceae.   Inga underarter finns listade i Catalogue of Life.